# Platyrrhinus recifinus
Platyrrhinus recifinus (Thomas, 1901) è un pipistrello della famiglia dei Fillostomidi endemico del Brasile.

## Descrizione

### Dimensioni
Pipistrello di piccole dimensioni, con la lunghezza totale tra 89 e 93 mm, la lunghezza dell'avambraccio tra 42 e 43 mm, la lunghezza del piede tra 11 e 13 mm, la lunghezza delle orecchie tra 18 e 20 mm e un peso fino a 19 g.

### Aspetto
La pelliccia è di lunghezza media con i singoli peli dorsali di quattro colori. Le parti dorsali sono marroni con una larga striscia dorsale bianca che si estende dalla zona tra le spalle fino alla groppa, mentre le parti ventrali sono più chiare. Il muso è corto e largo. La foglia nasale è ben sviluppata e lanceolata. Due strisce bianche sono presenti su ogni lato del viso, la prima si estende dall'angolo esterno della foglia nasale fino a dietro l'orecchio, mentre la seconda parte dell'angolo posteriore della bocca e termina alla base del padiglione auricolare.  Le orecchie sono larghe, triangolari, ampiamente separate e con diverse pieghe poco marcate sulla superficie interna. Il trago è piccolo ed appuntito. Le membrane alari sono marroni, con le dita biancastre. Le ali sono attaccate posteriormente alla base dell'alluce. I piedi sono ricoperti di peli densi e lunghi. È privo di coda. L'uropatagio è ridotto ad una sottile membrana lungo la parte interna degli arti inferiori, con il margine libero densamente frangiato e a forma di U rovesciata. Il calcar è corto.

## Biologia

### Comportamento
Si rifugia in piccoli gruppi di 3-10 individui tra il denso fogliame e le cavità degli alberi e talvolta anche nelle grotte.

### Alimentazione
Si nutre di frutta.

### Riproduzione
Si riproduce alla fine delle stagioni delle piogge e può variare localmente.

## Distribuzione e habitat
Questa specie è diffusa negli stati brasiliani orientali e sud-orientali di Pernambuco, Paraíba, Alagoas, Bahia, Ceará, Espírito Santo, Minas Gerais, San Paolo, Rio de Janeiro e Paraná.
Vive nelle foreste tropicali sempreverdi, nel cerrado, in foreste semi-decidue secche ma in prossimità di corsi d'acqua e in zone umide

## Conservazione
La IUCN Red List, considerato il vasto areale e nonostante la parte più meridionale di esso è ampiamente sfruttata, classifica P.recifinus come specie a rischio minimo (Least Concern)).